# Matthew Prior

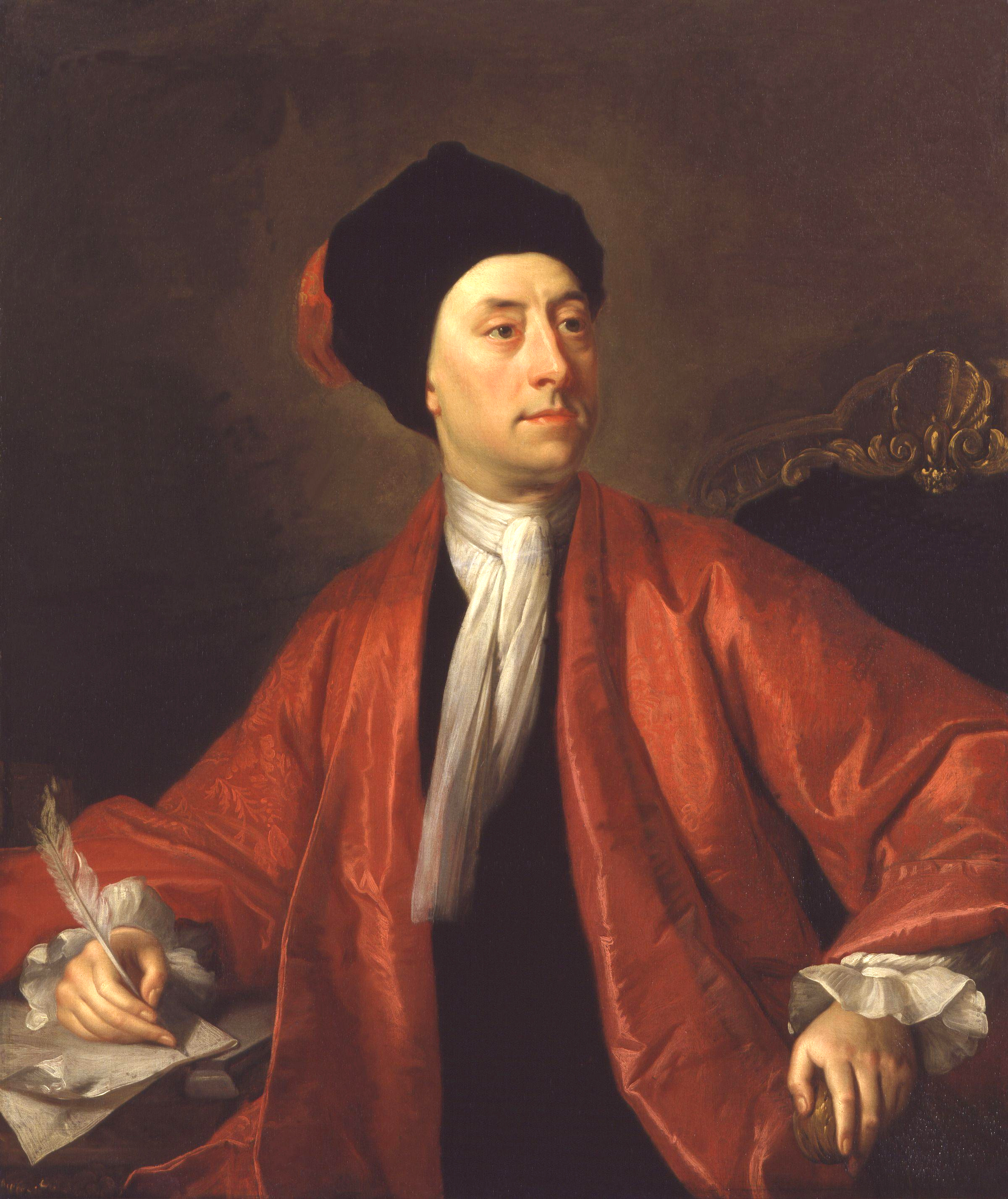
Matthew Prior

Matthew Prior (* 21. Juli 1664 in Dorset oder Middlesex; † 18. September 1721 in Wimpole) war ein englischer Schriftsteller und Diplomat.

## Leben
Prior wurde an der Westminster School unterrichtet, wo Charles Sackville, 6. Earl of Dorset auf ihn aufmerksam wurde und ihn zu fördern begann. Zu Priors Schulfreunden gehörte Charles Montagu, 1. Earl of Halifax. Um nicht von Montagu und dessen Bruder James getrennt zu werden, begann Prior ein Studium am St John’s College in Cambridge, wo er seinen Bachelor of Arts 1686 machte und zwei Jahre später Fellow des Colleges wurde. Zusammen mit Montagu schrieb er 1687 City Mouse and Country Mouse, eine Satire auf John Drydens The Hind and the Panther.
Drei Jahre später wurde Prior Sekretär des englischen Botschafters in Den Haag. Von da an machte er eine steile Karriere, die in der Vertretung der Tory-Regierung des Earl of Oxford bei den Verhandlungen des Friedens von Utrecht (1713) gipfelte, der bei Zeitgenossen unter dem Namen „Matt’s Peace“ bekannt war.
Nachdem die Whigs die Macht wiedererlangt hatten, wurde Prior von Robert Walpole verhaftet und verbrachte knapp zwei Jahre im Gefängnis (1715–1717).
Jonathan Swift, Alexander Pope und Lord Dorset ließen für Prior, der auch seiner Ämter und seines Einkommens verlustig war, einen reichhaltig ausgestatteten Folioband drucken, in dem so wichtige Gedichte wie Alma; or, The Progress of the Mind und Solomon, and other Poems on several Occasions vorkamen. Dieser Subskriptionsband wurde 1718 veröffentlicht und brachte Prior 4.000 Guineas ein, zusätzlich ein Geschenk in Höhe von 4.000 Pfund von Lord Oxford and Mortimer.
Diese seinerzeit enormen Summen ermöglichten Prior den Erwerb des Landsitzes Down Hall, wo er ein zurückgezogenes, aber literarisch und gärtnerisch produktives Leben führte.
Prior starb in Wimpole, Cambridgeshire und ist in der Westminster Abbey begraben, wo sein Grabstein in der Poets’ Corner zu sehen ist.

## Werke (Auswahl)
- Harold B. Wright (Hrsg.): The literary works of Matthew Prior. Clarendon, Oxford 1971 (2 Bde.).